# Adolf Friedrich I. (Mecklenburg)

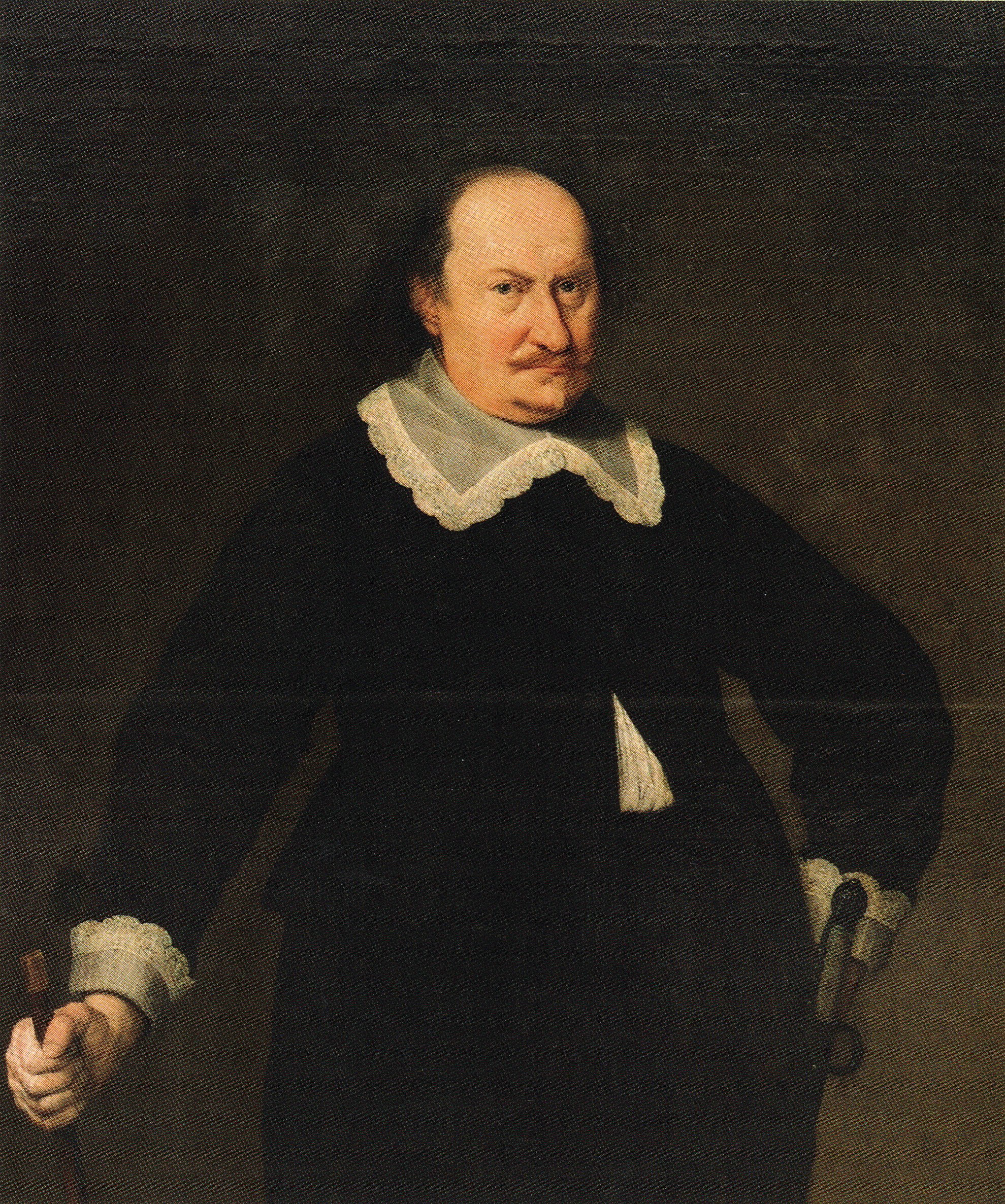
Adolf Friedrich I., Herzog zu Mecklenburg

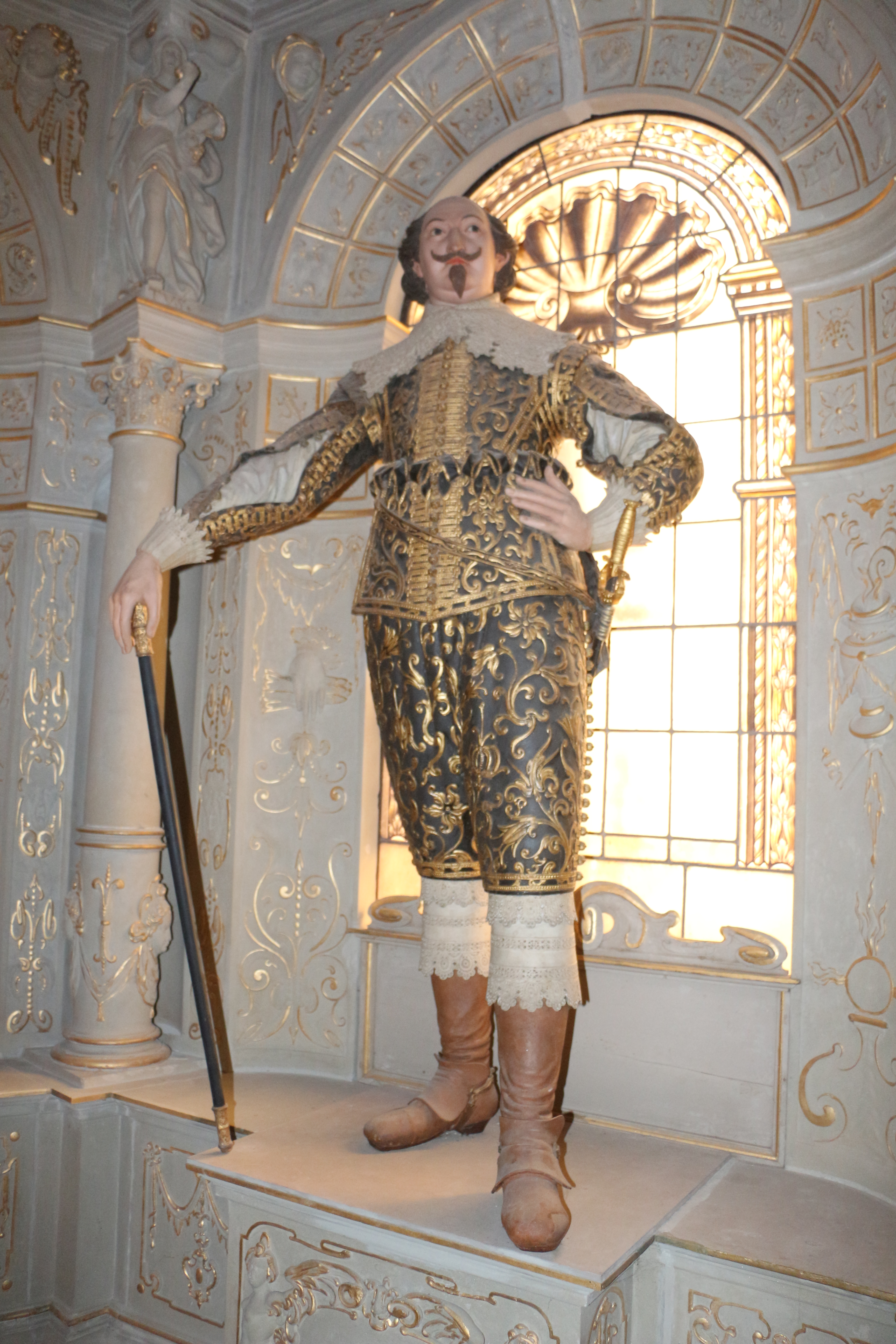
Franz Julius Dötebers Statue von Adolf Friedrich I. im Doberaner Münster

Adolf Friedrich I., Herzog zu Mecklenburg[-Schwerin] (* 15. Dezember 1588 in Schwerin; † 27. Februar 1658 ebenda) war von 1592 bis 1610 (bis 1608 unter Vormundschaft) und ab 1621 alleinregierender Herzog zu Mecklenburg im Landesteil Mecklenburg-Schwerin sowie zusammen mit seinem Bruder Johann Albrecht II. von 1610 bis 1621 Regent im gesamten Herzogtum.

## Leben
Adolf Friedrich war der Sohn des Herzogs Johann VII. und der Sophia von Schleswig-Holstein-Gottorf.
Mit dem Tod des Vaters am 22. März 1592 übernahm er, unter Vormundschaft von Herzog Ulrich zu Mecklenburg [-Güstrow] und Herzog Karl I. zu Mecklenburg, die Regierung im Landesteil Schwerin. In Begleitung seines Hofmeisters und engen Vertrauten Samuel von Behr unternahm er 1606–1607 eine Bildungsreise durch die Schweiz und Frankreich, über die ein eigenhändig geführtes Reisetagebuch Zeugnis ablegt. Adolf Friedrich wurde am 16. April 1608 vom Kaiser für volljährig erklärt und regierte gemeinschaftlich mit seinem Bruder Johann Albrecht II. im Landesteil Schwerin, seit dem Tod Karls am 22. Juli 1610 auch im Landesteil Güstrow. Bei der Landesteilung 1621 wurde ihm der Schweriner Landesteil zugesprochen.
Beide traten 1623 dem Defensivbündnis der niedersächsischen Kreisstände bei, versuchten sich im Krieg neutral zu verhalten, unterstützten aber heimlich die dänischen Truppen des Königs Christian IV., wurden deshalb von den Kaiserlichen unter Tilly nach dem Siege bei Lutter als Feinde behandelt.
Am 19. Januar 1628 stellte Kaiser Ferdinand II. auf dem Schloss Brandeis in Böhmen eine Urkunde aus, durch welche er die Herzöge ihres Landes entsetzte und Wallenstein zunächst unterpfändlich, am 16. Juni 1629 erblich mit demselben belehnte. Im Mai 1628 verließen sie, von jenem gedrängt, das Land, in welches sie nach seinem Sturz im Mai 1631 mit Hilfe der schwedischen Truppen zurückkehrten. Sie mussten den Schweden hierfür vorläufig Wismar mit der Insel Poel und dem Amt Neukloster und Warnemünde abtreten, welche Landesteile, außer Warnemünde, dieselben definitiv durch den Westfälischen Frieden 1648 erhielten, wogegen Herzog Adolf Friedrich in den Besitz der Bistümer Schwerin und Ratzeburg, als nun weltliche Fürstentümer, und der Johanniterkomturei Mirow gelangte.

## Sonstiges
Während seiner Regentschaft hatte Mecklenburg durch die Gräuel des Dreißigjährigen Krieges schwer zu leiden. Sowohl die schwedischen, als auch kaiserliche Truppen verwüsteten das Land. Die Bevölkerung schrumpfte von rund 300.000 auf etwa 50.000 Einwohner.
Adolf Friedrich war Mitglied der Fruchtbringenden Gesellschaft mit dem Gesellschaftsnamen „der Herrliche“.
Seit 1631 stand Adrian von Mynsicht, der Entdecker des Brechweinsteins, als Leibmedicus bei Herzog Adolf Friedrich in Diensten.

## Nachkommen
Adolf Friedrich I. hatte aus seinen beiden Ehen 19 Kinder, von denen 12 das Erwachsenenalter erreichten.

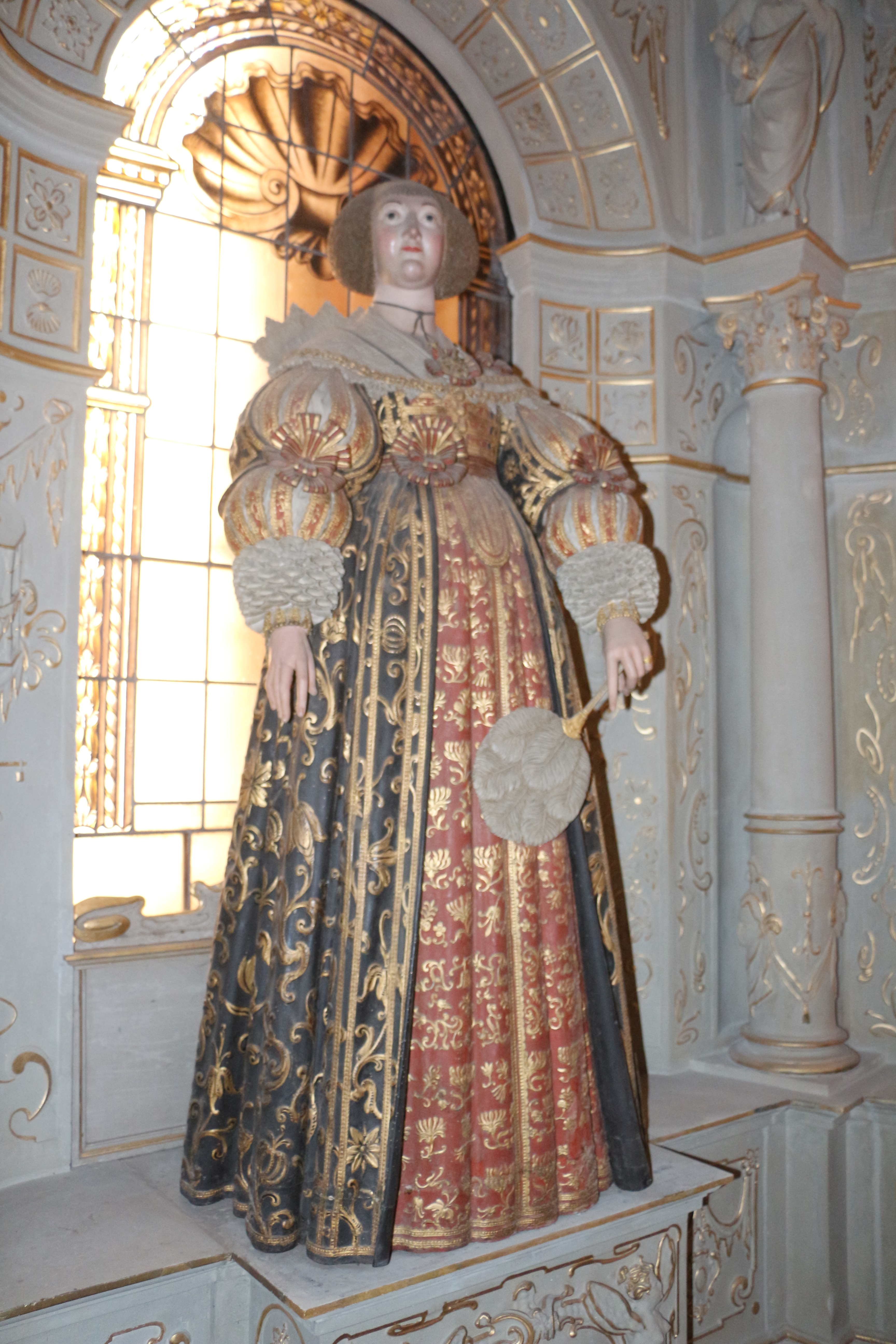
Statue von Anna Maria von Ostfriesland, Herzogin zu Mecklenburg – geschaffen von Franz Julius Döteber

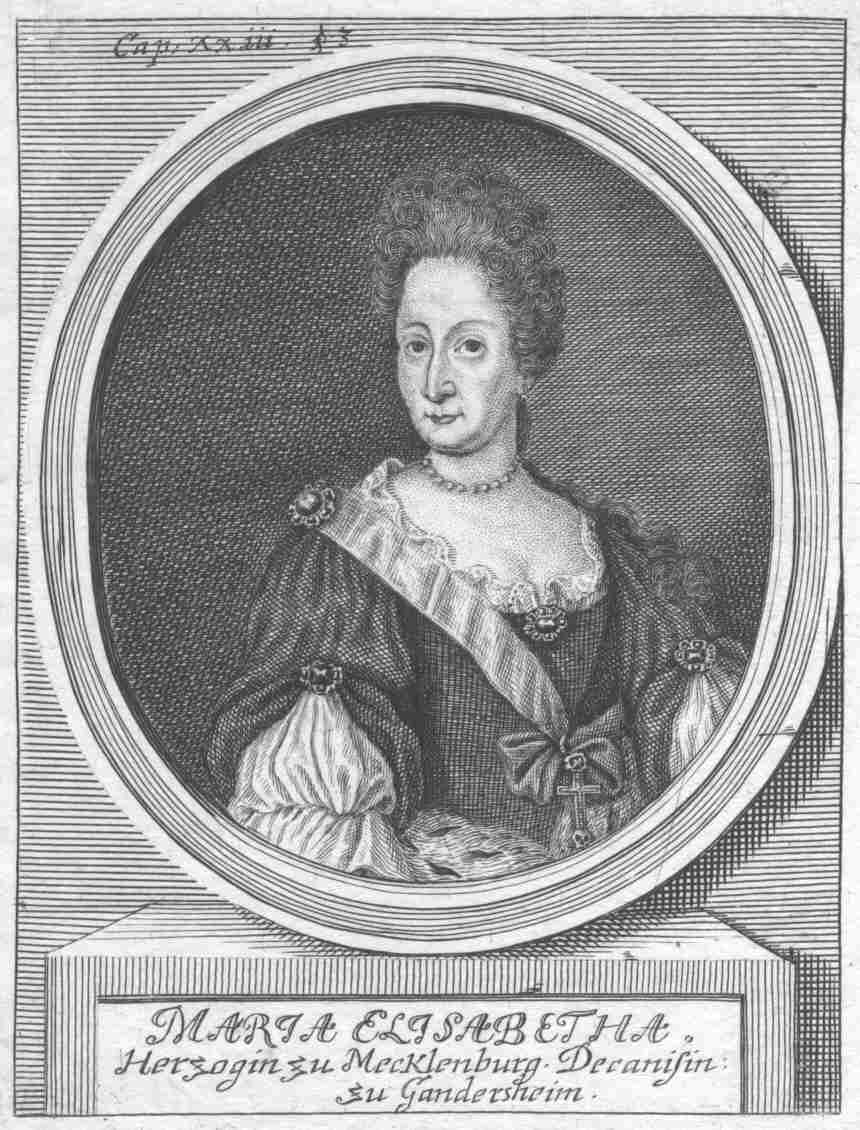
Maria Elisabeth als Äbtissin von Gandersheim

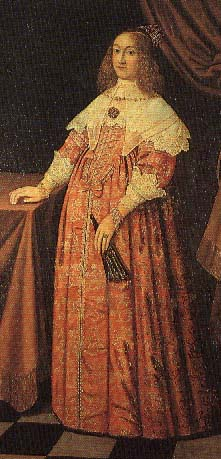
Prinzessin Marie Katharina von Braunschweig-Dannenberg

Er heiratete in erster Ehe 1622 Anna Maria (1601–1634), Tochter des Grafen Enno von Ostfriesland (1563–1625) und hatte mit ihr folgende Kinder:
- Christian Ludwig I. (1623–1692), Herzog zu Mecklenburg [-Schwerin]
- Sophie Agnes (1625–1694), Äbtissin im Kloster Rühn 1654
- Karl (1626–1670), Herzog zu Mecklenburg, in Mirow
- Anna Maria (1627–1669) ⚭ 1647 Herzog August von Sachsen-Weißenfels (1614–1680)
- Johann Georg (1629–1675), Herzog zu Mecklenburg, in Mirow
- Gustav Rudolf (1632–1670), Herzog zu Mecklenburg, in Schwerin

In zweiter Ehe vermählte er sich 1635 mit Marie Katharina (1616–1665), Tochter von Herzog Julius Ernst von Braunschweig-Dannenberg (1571–1636), mit der er weitere Kinder hatte:
- Juliane Sibylle (1636–1701), vom 9. März 1695, Äbtissin im Kloster Rühn
- Friedrich (1638–1688), Herzog zu Mecklenburg, in Grabow
- Christine (1639–1693), Äbtissin von Gandersheim 1681
- Marie Elisabeth (1646–1713), Äbtissin im Kloster Rühn 1705, Äbtissin von Gandersheim 1712
- Anne Sophie (1647–1726) ⚭ 1677 Herzog Julius Sigismund von Württemberg-Juliusburg (1653–1684)
- Adolf Friedrich II. (1658–1708), Herzog zu Mecklenburg [-Strelitz]